# Lisbon, North Dakota
Lisbon är administrativ huvudort i Ransom County i North Dakota. Orten har fått sitt namn efter Lisbon, New York. Enligt 2010 års folkräkning hade Lisbon 2 154 invånare.